# Гавриленко, Игорь Анатольевич
Игорь Анатольевич Гавриленко (род. 10 апреля 1976) — российский легкоатлет, специалист по тройному прыжку. Выступал на профессиональном уровне в 1995—2002 годах, чемпион России в помещении, победитель и призёр первенств всероссийского значения, участник ряда крупных международных стартов, в том числе чемпионата Европы в Будапеште. Представлял Краснодарский край. Мастер спорта России международного класса.

## Биография
Игорь Гавриленко родился 10 апреля 1976 года. Занимался лёгкой атлетикой в Детско-юношеской спортивной школе № 1 города Ейска, Краснодарский край. Проходил подготовку под руководством заслуженного тренера СССР Евгения Владимировича Мартианова.
Впервые заявил о себе на международном уровне в сезоне 1995 года, когда вошёл в состав российской сборной и выступил на юниорском европейском первенстве в Ньиредьхазе, где в зачёте тройного прыжка стал четвёртым.
В 1996 году в той же дисциплине выиграл бронзовую медаль на зимнем чемпионате России в Москве, занял шестое место на чемпионате Европы в помещении в Стокгольме.
В 1998 году взял бронзу на Мемориале Дьячкова в Москве, стал четвёртым на зимнем чемпионате России в Москве, получил серебро на турнире в Краснодаре и на летнем чемпионате России в Москве. Благодаря череде удачных выступлений удостоился права защищать честь страны на чемпионате Европы в Будапеште — на предварительном квалификационном этапе тройного прыжка показал результат 16,12 метра, чего оказалось недостаточно для выхода в финал.
В 1999 году занял девятое место на международном турнире в Вильнёв-д’Аск.
В 2000 году был четвёртым на Кубке губернатора в Самаре, девятым на зимнем чемпионате России в Волгограде, четвёртым на летнем чемпионате России в Туле, выиграл международный турнир в Италии.
В 2001 году стал четвёртым на Кубке губернатора в Самаре, восьмым на международном турнире в Дортмунде, превзошёл всех соперников на зимнем чемпионате России в Москве, показал четвёртый результат на турнирах в Афинах и Глазго, принял участие в чемпионате мира в помещении в Лиссабоне — здесь провалил все три свои попытки в тройном прыжке, не показав никакого результата. Летом был седьмым на турнире в Ханье, восьмым на Мемориале братьев Знаменских в Туле и на соревнованиях в Мадриде.
В 2002 году выиграл серебряную медаль на Кубке губернатора в Волгограде, принимал участие в зимнем чемпионате России в Волгограде и в летнем чемпионате России в Чебоксарах. По окончании сезона завершил спортивную карьеру.
За выдающиеся спортивные достижения удостоен почётного звания «Мастер спорта России международного класса».